# Gare de Snaaskerke
La gare de Snaaskerke est une ancienne gare ferroviaire belge de la ligne 62, d'Ostende à Torhout située à Snaaskerke, section de la commune de Gistel, en région flamande dans la Province de Flandre-Occidentale.
Mise en service en 1868 par le Chemin de fer d'Ostende à Armentières, elle ferme dans les années 1960.

## Situation ferroviaire
Établie à 5 m d'altitude, la gare de Snaaskerke était située au point kilométrique (PK) 5,9 de la ligne 62, d'Ostende à Torhout entre la halte de Stene et la gare de Gistel.
Le tracé de la ligne 62 a été remanié en 1946 pour remplacer la gare d'Ostende-Ville par Ostende-Maritime ; la déviation débutait à la sortie du pont sur le canal Plassendale-Nieuport, à moins de 400 m de la gare.

## Histoire
La station de Snaeskerke est mise en service le 1er avril 1868 par la Compagnie du chemin de fer d'Ostende à Armentières qui inaugure le même jour la ligne d'Ostende-Ville à Torhout. L'année suivante, la compagnie s'intègre à la Société générale d'exploitation de chemins de fer. C'est finalement en 1880 que l'État belge rachète le réseau.
Dans la nuit du 21 juillet 1941, un Vickers Wellington (Z8788 KO-H) de la Royal Air Force faisant partie d'un raid visant Francfort et Mannheim est abattu par la DCA et s'écrase sur le village, provoquant la mort d'un habitant et des six occupants du bombardier. Le bâtiment de la gare est endommagé (le second étage est incendié et l'aile de service démolie par des débris de l'avion) tout comme plusieurs maisons avoisinantes.
La SNCB met fin aux trains de voyageurs sur la ligne le 26 mai 1963. Les trains de marchandises, qui desservaient la cour aux marchandises de la gare et l'usine de béton, sont supprimés en 1967. Le bâtiment était toujours présent sur les vues aériennes en 1969.
La ligne abandonnée est démantelée en 1984-1985. Un chemin baptisé « groene 62 » permet désormais aux piétons et cyclistes de parcourir la ligne.

## Patrimoine ferroviaire
Le bâtiment d'origine de la gare a été remplacé par une gare de plan type 1881, comme les autres stations de la ligne. Il consistait en une aile de trois travées à gauche du corps de logis et une aile de service, plus basse, sur sa droite. Cette partie du bâtiment semble ne pas avoir été reconstruite après le crash du bombardier R.A.F. en 1941. Plus rien ne subsiste en dehors des pavés de l'ancienne place de la gare.
La ligne 62 traversait le canal Plassendale-Nieuport au moyen d'un pont tournant à pilier central. Démoli après le déclassement de la ligne, il était jouxté par une double maison de garde du type standard qui sert d'habitations. Le pont créé pour la voie verte est une passerelle en béton surhaussée qui n'interfère pas avec la navigation fluviale. 